# Газонафтовий поклад
Газонафтовий поклад (рос.газонефтяная залежь, англ. gas-oil field, нім. Erdölgaslager n) — одиничне скупчення в надрах газу та нафти. Вільний газ займає верхню частину пастки, а нафта — нижню, об'єм нафти — менший від об'єму газової шапки.
Нафта займає нижню частину пастки у вигляді облямівки або повністю підстилає газову частину покладу.
Газова шапка залежно від умов формування покладу може бути газоконденсатною. Покрівлю (покришку) складають слабкопроникні породи (глинисті, соленосні та ін.), а її нафтова частина підстилається підошовною водою.
Продуктивні пласти Г.п. представлені міжґранулярними, кавернозними або тріщинними колекторами.
Основний принцип розробки цих покладів — обмеження взаємодії газової та нафтової частини покладу.